# Manipulación fotográfica
La manipulación fotográfica es la aplicación de técnicas de edición de imágenes a fotografías con el fin de alterar, crear una ilusión o truco (en contraste con la mejora o mera corrección), a través de medios analógicos (tapados y edición zonal) o digitales (mediante Photoshop, Ilustrator u otros programas). Su creciente uso, el impacto cultural y los aspectos éticos lo ha hecho un tema de interés más allá de ser solo un proceso técnico.

## Historia
Antes de las computadoras, la manipulación fotográfica se logró mediante el retoque con tinta, pintura, doble exposición, tapado, edición zonal, reconstruyendo fotos o negativos juntos en el cuarto oscuro, o a través de los diferentes tipos de manipulación fotográfica Polaroid. También se utilizaron los aerógrafos, de ahí el término "aerografía" para la manipulación. Las manipulaciones en el cuarto oscuro a veces se consideran como un arte tradicional en lugar de una habilidad de trabajo. En los primeros tiempos de la fotografía, el uso de la tecnología no estaba tan avanzada y eficiente como lo es ahora. Los resultados son similares a la manipulación digital, pero son más difíciles de crear.

## Ejemplos

### Nikola Tesla
Se ha alegado que la fotografía de Nikola Tesla que se muestra se obtuvo con una doble exposición, no estando Tesla realmente presente en el momento en el que saltaron los arcos eléctricos. 

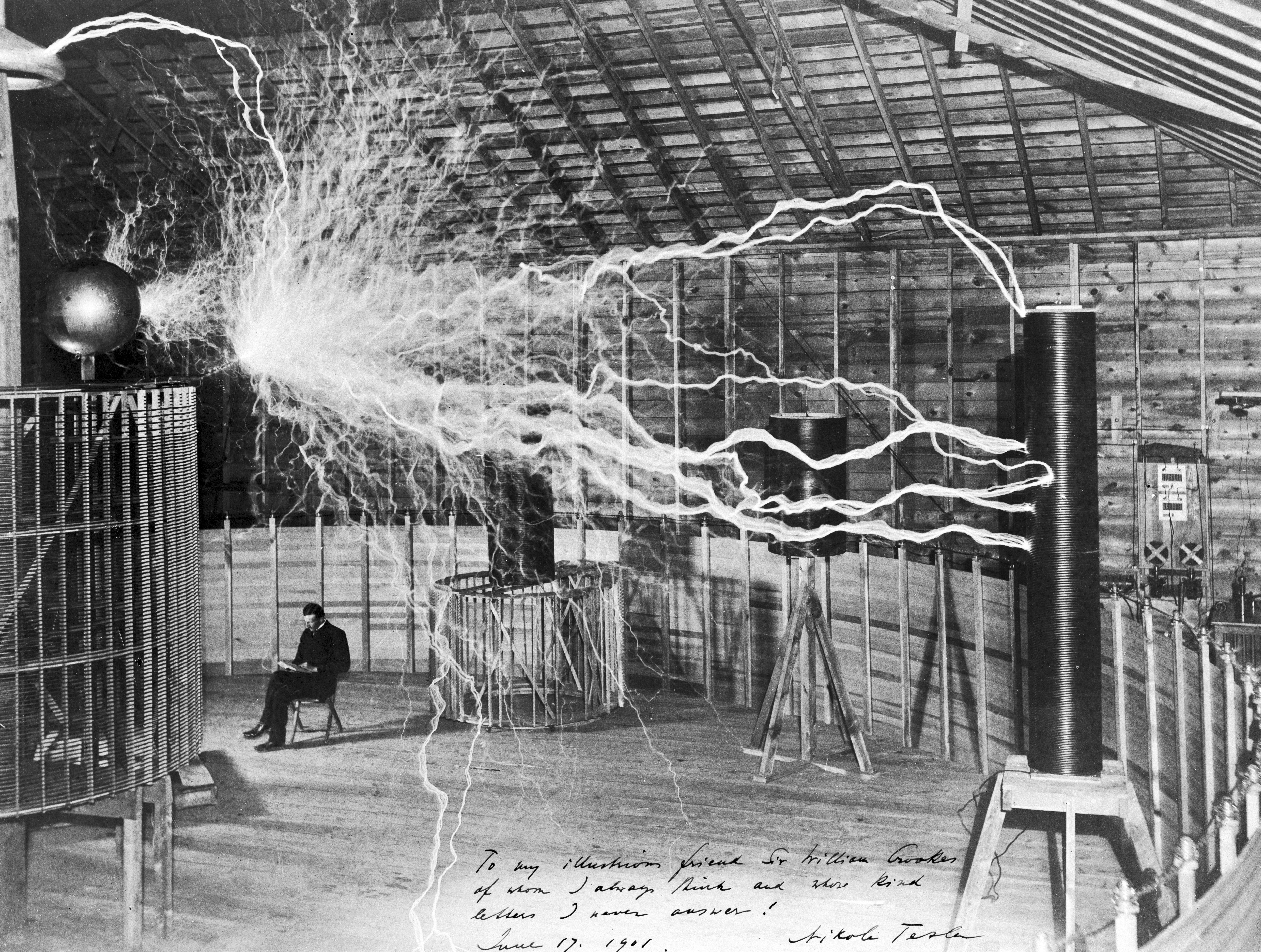
Nikola Tesla.

### The Kallikak Family
The Kallikak Family: A Study in the Heredity of Feeble-Mindedness es un libro de 1912 escrito por el psicólogo y eugenista Henry H. Goddard.
El libro es un extenso estudio de la herencia de la "debilidad mental". Goddard concluyó que una gran variedad de rasgos mentales eran hereditarios, y que la sociedad debía controlar la reproducción de los "débiles mentales". El paleontólogo Stephen Jay Gould denunció que las fotografías del libro habían sido retocadas para hacer que los "débiles mentales" pareciesen más siniestros.

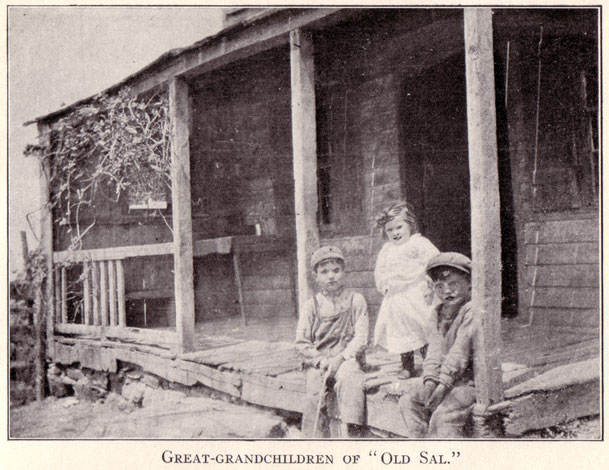
Imagen aparecida en The Kallikak Family: A Study in the Heredity of Feeble-Mindedness, 1912.
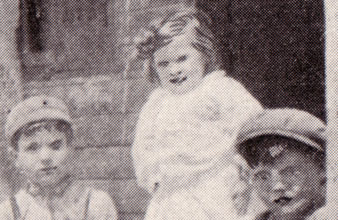
Misma imagen pero ampliada, las caras parecen estar retocadas.

### Foto de Lee Harvey Oswald

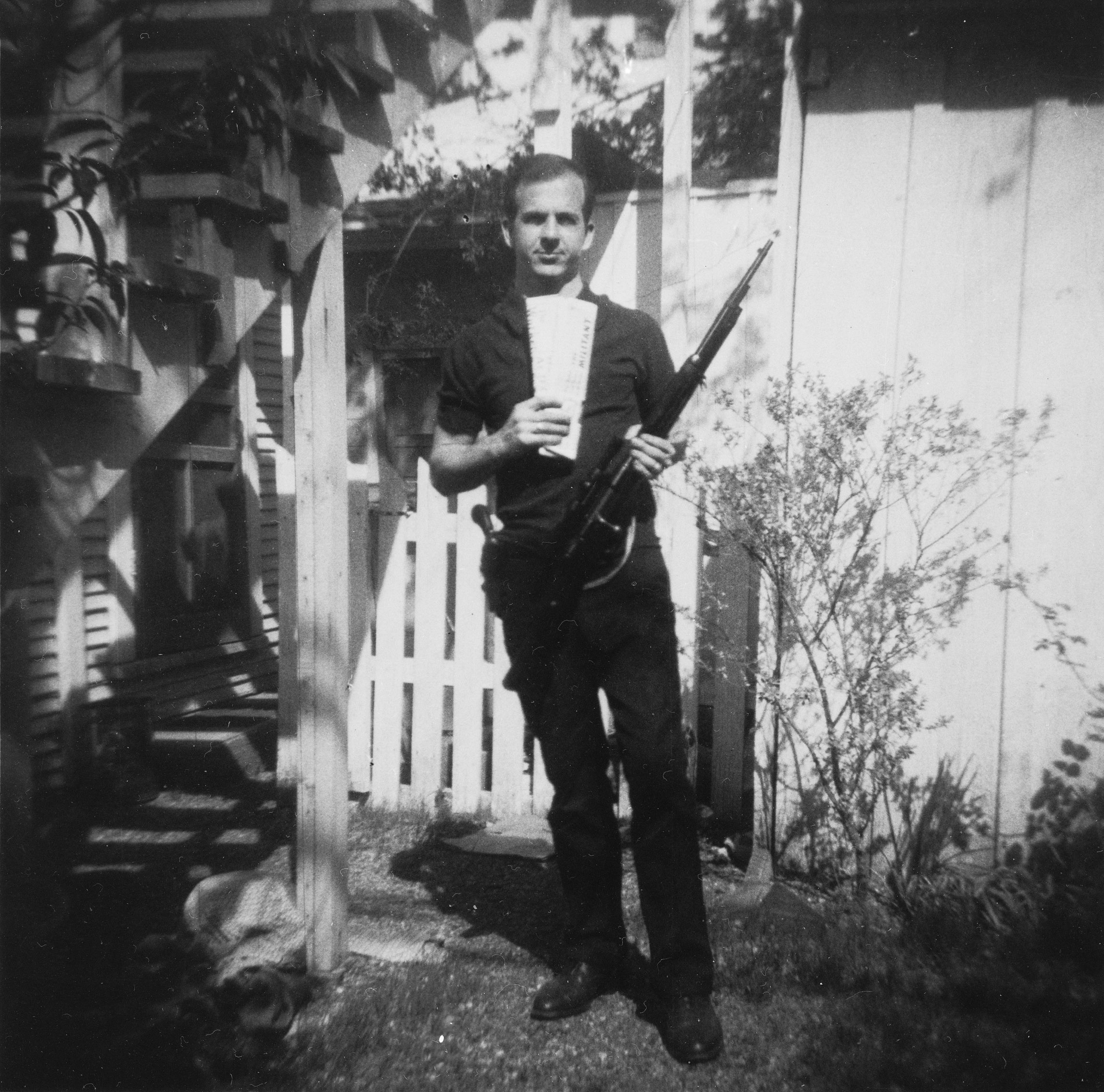
Lee Oswald en marzo de 1963.

Lee Harvey Oswald fue la persona acusada de asesinar al presidente John F. Kennedy. Esta foto, para algunos investigadores, está trucada, habiéndose añadido la cabeza de Oswald al resto de la fotografía para involucrarle en el magnicidio.
En la foto, el que parece ser Oswald sujeta en una mano el fusil Carcano M91/38 con el que se afirma se mató a Kennedy y en la otra mano periódicos. La foto está tomada en el jardín trasero de la casa de Oswald, por lo que la serie fotográfica a la que pertenece la fotografía es también llamada Oswald backyard pictures.
En la película de Oliver Stone, JFK, se dramatiza el (hipotético) proceso de falsificación de esta fotografía, con primeros planos del (supuesto) trucaje y con Oswald exclamando que la foto está trucada al ser interrogado tras el magnicidio.